# Dichaetomyia latistriata
Dichaetomyia latistriata är en tvåvingeart som beskrevs av Malloch 1925. Dichaetomyia latistriata ingår i släktet Dichaetomyia och familjen husflugor. Inga underarter finns listade i Catalogue of Life.